# 塞钦
塞钦是德国梅克伦堡-前波莫瑞州的一个市镇。总面积20.60平方公里，总人口502人，其中男性248人，女性254人（2011年12月31日），人口密度24人/平方公里。